# آرتور پرود هوم
آرتور پرود هوم (انگلیسی: Arthur Prud'Homme; ۱۲ مارس ۱۸۹۸ – ۷ ژانویهٔ ۱۹۷۸) بوکسور اهل کانادا بود.